# Hermógenes Fonseca
Hermógenes Fonseca (4 de novembre de 1908 - ?) fou un futbolista brasiler.

## Selecció del Brasil
Va formar part de l'equip brasiler a la Copa del Món de 1930.

## Palmarès
- Campeonato Carioca (2): 
  - América: 1928, 1931